# Зінько Юрій Анатолійович
Зінько Юрій Анатолійович (нар. 25 квітня 1956, с. Скибин Іллінецького району Вінницької області) — український історик , кандидат історичних наук, професор кафедри всесвітньої історії, декан історичного факультету Вінницького державного педагогічного університету імені Михайла Коцюбинського.

## Навчання
Юрій Зінько народився в 1956 році в с. Скибин (нині в складі с. Яблуновиця) Іллінецького району на Вінниччині. Закінчив Бугаківську восьмирічну школу (1971 р.) та Чуківську середню школу Немирівського району Вінницької області (1973 р.).
Протягом 1979—1983 років навчався на історичному факультеті Вінницького державного педагогічного інституту імені Миколи Островського (нині Вінницький державний педагогічний університет імені Михайла Коцюбинського).

## Наукова діяльність
Ю.Зінько після закінчення Вінницького педінституту в 1983 році почав у ньому працювати. З 1983 по 1988 роки він був завідувачем кабінету історії, викладачем кафедри історії КПРС та політичної історії. З 1990 працював викладачем кафедри історії слов'янських народів, сьогодні — всесвітньої історії.

### Аспірантура
Протягом 1988—1990 рр. Ю. Зінько навчався в аспірантурі Київського державного університету імені Т. Г. Шевченка.
У 1990 р. у КДУ ім. Т. Г. Шевченка він захистив дисертацію на здобуття наукового ступеня кандидата історичних наук.
В 1995 р. йому присвоєне звання доцента, а у 2015 — професора.

### Керівництво у виші
З 1991 р. по 2004 р. Ю.Зінько виконував обов'язки заступника декана історичного факультету, а в 2004 р. він був обраний на посаду декана історичного факультету. У 2005 році факультет був перейменований на інститут історії, етнології і права, а у 2016 р. — факультет історії, етнології і права, який у 2019 р. реорганізовано у факультет історії, права і публічного управління. Сьогодні Ю. Зінько є деканом історичного факультету ВДПУ імені Михайла Коцюбинського.

## Публікації
Ю.Зінько Ю. А. — автор і співавтор 200 наукових і науково-методичних праць з історії Другої світової війни, церковно-релігійного життя населення України в радянську добу, історії Поділля, Вінниччини .
Підготував більше 10 навчально-методичних посібників з важливих проблем світової та вітчизняної історії: «Наш край. Навчально-методичний посібник на допомогу вчителю історії та учням 6-9 класів загальноосвітніх шкіл» (Вінниця, 1997), «Нариси історії української культури» (Вінниця, 2014 р.), «Нариси історії Чехії» (Вінниця, 2017 р.) та ін.
Він є заступником голови редакційної колегії фахового збірника «Наукові записки Вінницького педуніверситету. Серія: Історія» (Випуски: І — ХХХУІІІ), відповідальним редактором збірника наукових праць «Вісник історичного факультету», «Вінниччина: минуле та сьогодення. Краєзнавчі дослідження», головою редакційної колегії тому «Звід пам’яток історії і культури України. Вінницька область» та науково-довідкового видання «Пам’ятки історії та культури Вінницької області. Вінниця» (Вінниця, 2016), «Пам’ятки історії та культури Вінницької області. Частина І: Барський – Немирівський райони» (Вінниця, 2019), «Пам’ятки історії та культури Вінницької області. Частина ІІ: Оратівський – Ямпільський райони» (Житомир, 2021).
Під науковим керівництвом Ю.Зінька захищено три кандидатські дисертації з історії України.

### Перелік публікацій
- Зінько Юрій Анатолійович. Освітні заклади Вінниччини у роки німецько-фашистської окупації (1941—1944 рр.) / Ю. А. Зінько, В. В. Гінда // Сторінки воєнної історії України: зб. наук. ст. / відп. ред.: В. А. Смолій . — Київ: НАН України, Ін-т історії України, 1997. — Вип. 6 : . — 2002 . — С.176-179 .
- Зінько Юрій Анатолійович. Влада і протестантизм в Україні: Проблеми протистояння(1920-1930-ті рр.) / Ю. А. Зінько // Історія України: маловідомі імена, події, факти: (збірник статей) / гол. ред.: П. Т. Тронько . — Київ: НАН України, Ін-т історії України. — Вип.31 : . — 2005 . — С.54-62 .
- Зінько Юрій Анатолійович. Євфимій Сіцінський (1859—1937): наукова та громадська діяльність. Хмельницький: ПП Мельник А. А., 2009. — 300 С. / Ю. А. Зінько, А. К. Лисий, А. М. Трембіцький // Наукові записки Вінницького державного педагогічного університету ім. Михайла Коцюбинського. Сер.: Історія . — 2010 . — Вип.18 . — С. 395—397.
- Зінько Юрій Анатолійович. Утворення і діяльність Директорії Української народної республіки (1918—1920 рр.): історіографічний нарис: монографія. — Вінниця: І. Балюк, 2010. — 812 с. / Ю. А. Зінько, М. В. Стопчак // Наукові записки Вінницького державного педагогічного університету ім. Михайла Коцюбинського. Сер.: Історія . — 2010 . — Вип.18 . — С. 404—405.
- Інститут історії, етнології і права Вінницького державного педагогічного університету імені Михайла Коцюбинського. Від витоків до сьогодення. До 100-річчя з часу заснування ВДПУ ім. М.Коцюбинського та 95-річчя ІІЕП / Відп. редактор Ю. А. Зінько. — Вінниця,2012.

## Нагороди
- Нагороджений Знаком «Відмінник освіти України» (1997), Почесною Грамотою Кабінету Міністрів України (2005), Почесними грамотами МОН України (2002, 2008), Вінницької обласної державної адміністрації та обласної ради (2006, 2010, 2015, 2016, 2019, 2020), Департаменту освіти і науки Вінницької ОДА (2003), Департаменту освіти Вінницької міської ради (2007, 2008, 2014, 2018), Почесними грамотами Педуніверситету (1997, 1998, 2006, 2008, 2011, 2016), медаллю «За наукові досягнення» (2017). Переможець обласного конкурсу «Людина року» в галузі науки й занесений на Дошку пошани «Праця і звитяга вінничан» (2009).